# Norma matricial
Em matemática, uma norma matricial é uma norma definida para matrizes.

## Definição de norma
Seja {\displaystyle M^{n\times m}\,} o espaço vetorial das matrizes {\displaystyle n\times m\,} reais ou complexas. Uma norma {\displaystyle \|.\|\,} é uma função que associa a cada matriz um número real não negativo e satisfaz as propriedades
1. {\displaystyle \|A\|=0\Leftrightarrow A=0\,}
2. {\displaystyle \|\lambda A\|=|\lambda |\|A\|\,}
3. {\displaystyle \|A+B\|\leq \|A\|+\|B\|\,}

## Norma operacional euclidiana
Quando uma matriz {\displaystyle A\in M^{m\times n}\,} é vista como um operador entre os espaços euclidianos {\displaystyle \mathbb {R} ^{n}\,} e {\displaystyle \mathbb {R} ^{m}\,}, a norma natural é dada pela norma operacional:
{\displaystyle \|A\|=\sup _{x\in \mathbb {R} ^{n},x\neq 0}{\frac {\|Ax\|}{\|x\|}}}
A definição é análoga para o caso complexo.
Esta norma tem seguintes propriedades adicionais:
- {\displaystyle \|AB\|\leq \|A\|\|B\|\,}, sempre que o produto está bem definido
- {\displaystyle \|I\|=1\,} onde {\displaystyle I\,} é a matriz identidade.

## Norma infinito ou norma do máximo
Seja {\displaystyle A=\left[a_{ij}\right]_{r\times s}\,} uma matriz {\displaystyle r\times s}. A norma infinito ou norma do máximo da matriz {\displaystyle A\,}, denotada por {\displaystyle \|A\|_{\infty }\,}, é o número não negativo
{\displaystyle \|A\|_{\infty }=\max _{1\leq i\leq r}\sum _{j=1}^{s}|a_{ij}|\,}
(a maior soma absoluta das linhas)

## Norma 1
Seja {\displaystyle A=\left[a_{ij}\right]_{r\times s}\,} uma matriz {\displaystyle r\times s}. A norma 1 da matriz {\displaystyle A\,}, denotada por {\displaystyle \|A\|_{1}\,}, é o número não negativo
{\displaystyle \|A\|_{1}=\max _{1\leq j\leq s}\sum _{i=1}^{r}|a_{ij}|\,}
A norma da matriz {\displaystyle A={\begin{vmatrix}1&3\\2&-1\end{vmatrix}}\,}, por exemplo, é {\displaystyle \|A\|_{1}=max\left\{|1|+|2|,|3|+|-1|\right\}=max\left\{3,4\right\}=4\,}

## Normas baseadas nas entradas
Estas normas vetoriais tratam uma matriz {\displaystyle m\times n} como um vetor
de tamanho {\displaystyle mn} e utilizam uma das normas vetoriais usuais.
Por exemplo, usando-se a p-norma para vetores, temos:
{\displaystyle \Vert A\Vert _{p}=\left(\sum _{i=1}^{m}\sum _{j=1}^{n}|a_{ij}|^{p}\right)^{1/p}.\,}
Esta é uma norma diferente das demais normas de matrizes, porém a notação é a
mesma.
O caso especial p = 2 é a norma de Frobenius, e p = ∞ dá a
nórma do máximo.
A norma de Frobenius é sub-multiplicativa e é muito útil em álgebra linear numérica.
Esta norma costuma ser mais simples de calcular que as demais normas.

## Norma Induzida
Se a norma vetorial de {\displaystyle R^{n}} é dada, então se define a correspondente norma matricial induzida como os seguintes máximos:
{\displaystyle {\begin{aligned}\|A\|&=\max\{\|Ax\|:x\in R^{n}{\mbox{ with }}\|x\|=1\}\\&=\max \left\{{\frac {\|Ax\|}{\|x\|}}:x\in R^{n}{\mbox{ with }}x\neq 0\right\}.\end{aligned}}}
A norma do operador correspondente à p-norma vetorial é:
{\displaystyle \left\|A\right\|_{p}=\max \limits _{x\neq 0}{\frac {\left\|Ax\right\|_{p}}{\left\|x\right\|_{p}}}.}
No caso de {\displaystyle p=1} e {\displaystyle p=\infty }, as normas podem ser calculadas como:
{\displaystyle \left\|A\right\|_{1}=\max \limits _{1\leq j\leq n}\sum _{i=1}^{n}|a_{ij}|,} que é simplesmente a  máximo soma das coluna em absoluto.
{\displaystyle \left\|A\right\|_{\infty }=\max \limits _{1\leq i\leq m}\sum _{j=1}^{n}|a_{ij}|,}  que é simplesmente a máxima soma das linhas  em absoluto da matriz.
Demonstração para o caso p=1
Por um lado, considere
{\displaystyle {\frac {\left\|Ax\right\|}{\left\|x\right\|}}={\frac {\sum _{j=1}^{n}|\sum _{i=1}^{n}a_{ij}x_{j}|}{\sum _{i=1}^{n}|x_{i}|}}\leq {\frac {\sum _{j=1}^{n}\sum _{i=1}^{n}|a_{ij}||x_{j}|}{\sum _{i=1}^{n}|x_{i}|}}\leq {\frac {\sum _{j=1}^{n}\max \limits _{1\leq j\leq n}\sum _{i=1}^{n}|a_{ij}||x_{j}|}{\sum _{i=1}^{n}|x_{i}|}}=\max \limits _{1\leq j\leq n}\sum _{i=1}^{n}|a_{ij}|.}
Por outro lado, seja o vetor {\displaystyle x}, com zero em todas as entradas exceto para a j-ésima entrada onde {\displaystyle \max \limits _{1\leq j\leq n}\sum _{i=1}^{n}|a_{ij}|} ocorre.
Tem-se
{\displaystyle |Ax|=\sum _{i=1}^{n}{|a_{ij}x_{j}|}=\max \limits _{1\leq j\leq n}\sum _{i=1}^{n}|a_{ij}|.}
Assim, pelo definição da norma e pelo Teorema do confronto, temos
{\displaystyle \left\|A\right\|_{1}=\max \limits _{1\leq j\leq n}\sum _{i=1}^{n}|a_{ij}|.} Cqd

## Equivalência entre as normas
Dado que as matrizes formam um espaço de dimensão finita real ou complexo, todas as normas são equivalentes. Ou seja se {\displaystyle \|.\|_{1}\,} e {\displaystyle \|.\|_{2}\,} são normas em {\displaystyle M^{n\times m}\,} então existem constantes {\displaystyle C_{1}\,} e {\displaystyle C_{2}\,} tais que:
{\displaystyle C_{1}\|A\|_{1}\leq \|A\|_{2}\leq C_{2}\|A\|_{1},~~\forall A\in M^{n\times m}\,}